# Dwayne De Rosario
Dwayne Anthony De Rosario (* 15. května 1978) je bývalý kanadský fotbalový ofenzivní záložník/útočník. Je nejlepším střelcem kanadské reprezentace, se kterou vyhrál Zlatý pohár CONCACAF. Je sedmým nejlepším střelcem americké ligy Major League Soccer.

## Klubová kariéra
S profesionálním fotbalem začal v 18 letech v Toronto Lynx v americké A-League. V polovině létě 1997 odešel do německého FSV Zwickau. Po dvou letech v Německu přestoupil do amerického Richmond Kickers. V první sezoně v Kickers vstřelil pouhé dva góly, v druhé se mu ale začalo dařit a vstřelil jich patnáct. Před sezonou 2001 přestoupil do San Jose Earthquakes do Major League Soccer. Ve finále vstřelil v 96. minutě zlatý gól a získal tak Quakes historicky první MLS Cup. V roce 2003 si poranil kolenní vazy, stihl se ale vrátit na konec sezony a pomohl k zisku druhého MLS Cupu. V prosinci 2004 byl na zkouškách v anglickém Nottinghamu Forest, smlouva mu ale nabídnuta nebyla. Po odchodu Landona Donovana se přesunul do zálohy, vstřelil 9 gólů (včetně Gólu roku), připsal si 13 asistencí. Po sezoně ale San Jose nedokázalo zajistit stadion a De Rosario se se spoluhráči přesunul do Houston Dynamo. S Houstonem získal v letech 2006 a 2007 MLS Cup. V prosinci 2008 byl vyměněn do Toronta. Po konci kariéry Jima Brennana se stal v roce 2010 kapitánem týmu. V dubnu 2011 byl vyměněn do New York Red Bulls (za Toniho Tchaniho, Danleigha Bormana a volbu v prvním kole draftu). Už v červnu byl vyměněn do D.C. United. Dne 25. září zaznamenal hattrick za 9 minut, čímž stanovil rekord MLS. Sezonu dokončil se 16 góly, 12 asistencemi a byl vyhlášen nejlepším hráčem ligy. V srpnu 2012 vstřelil stý gól a stal se sedmým hráčem, který této mety dosáhl. V D.C. mu neprodloužili smlouvu a v lednu 2014 se vrátil do Toronta. V prosinci mu smlouvu neprodloužilo ani Toronto a 10. května 2015 oznámil konec kariéry.

## Soukromý život
De Rosario je potomkem guyanských imigrantů. V roce 1994 se dal na veganství, ale o deset let poté začal jíst ryby. Je ženatý, s manželkou Brandy má 4 děti. Jeho sestřenicí je Priscilla Lopesová-Schliepová, kanadská atletka, specialistka na krátké překážkové běhy, bronzová medailistka z olympijských her 2008 v Pekingu.